# David P. Sartor
David P. Sartor (geboren 25. Mai 1956) ist ein US-amerikanischer Komponist, Dirigent und Musikpädagoge.

## Leben
Sartor studierte an der Blair School of Music, dem College-Konservatorium der University of Cincinnati und an der University of Tennessee bei John Anthony Lennon und David Van Vactor. Er unterrichtet Komposition an der Trevecca Nazarene University.
Für seine Kompositionen erhielt Sartor zahlreiche Auszeichnungen, darunter den Ostwald Prize für sinfonische Blasmusik der American Bandmasters Association, den National Fine Arts Award und mehr als zwanzig Preise der ASCAP. Er war Finalist des Kompositionswettbewerbs des Columbia Symphony Orchestra, des Adagio-Kompositionswettbewerbs des Fauxharmonic Orchestra und Gewinner des Kompositionswettbewerbs des Burlington Chamber Orchestra und erhielt Kompositionsaufträge mehrerer Sinfonie- und Kammerorchester,  der Cathedral Choral Society an der Washington National Cathedral, des Minneapolis Vocal Consort, der Chestnut Brass, der Indiana Wind Symphony, der United States Marine Corps Concert Band, des Bassisten John Deak, der Sopranistin Cheryl Studer und des Organisten Peter Fyfe.
Als Dirigent studierte Sartor bei Donald Neuen und Karen Lynne Deal, außerdem besuchte er Workshops von Kenneth Schermerhorn und John Morris Russell. Er gründete und leitete zwei kammermusikalische Ensembles und für als Gastdirigent eigene und Werke zeitgenössischer Komponisten mit dem Nashville Symphony Orchestra, der Middle Tennessee Symphony, dem Nexus Chamber Orchestra, dem Vanderbilt Orchestra, dem Knoxville Brass Choir, dem Dogwood Arts Festival Chamber Orchestra der Trevecca Symphonyund der California State University Symphonic Band auf.

## Werke
- Medieval Manifesto für Kontrabass, 1977
- Variants for solo Trombone, 1977
- Affectation für Bläserquintett, 1977
- Thrize Told Tales of the Pomegranate Forest für Trompete, Violine und Bassklarinette, 1978
- Illusions für Perkussionsensemble, 1979
- Oh Warship the King für Sinfonieorchester, 1982
- Synergistic Parable für sinfonisches Blasorchester, 1985
- Polygon für Bläserquintett, 1987
- The Light Is Come für gemischten Chor, Orgel, Bläserensemble und Pauken, 1987
- We Will Be Glad für gemischten Chor, Orgel, zwei Trompeten, zwei Posaunen und Pauken, 1994
- Prelude on William Billings "When Jesus Wept" für Orgel, 1996
- Postlude on William Billings "Paris" für Orgel, 1996
- Open Door für Orgel, 1997
- Psalm 67 für gemischten Chor, Orgel und Trompete, 1998
- Metamorphic Fanfare für Sinfonieorchester, 2000
- Black Ball Counts Double für Streichquartett oder -orchester, 2001
- Cencerto for Orchestra, 2001
- Simple Blessing für Orgel, 2002
- Diplomatic Summit für vier Kontrabässe, 2002
- Welcome, Christmas Day für gemischten Chor und Klavier, Marimba oder zwei Perkussionisten, 2002
- Diplomatic Solution für Celloquartett, 2003
- Diplomatic Immunity für zwei Bratschen und zwei Celli, 2003
- Fanfare für zwei Trompeten und zwei Posaunen, 2003
- Cat's Eye für Blechbläserensemble, 2003
- Crown Him!! für gemischten Chor und Orchester, 2004
- Ascension für Blechbläserensemble und Pauken, 2005
- Search Your Heart for Christmas für gemischten Chor und Cello, 2005
- Parabola für Blechbläserensemble und Pauken, 2006
- Dies Irea für Blechbläserensemble und Pauken, 2007
- Amid the Cruel Winter's Snow für gemischten Chor und Celesta, 2007
- Veni Emmanuel - Fantasy of Abstractions für sinfonisches Blasorchester, 2007
- Reveries für Streichorchester, 2007
- Crimson für Blechbläserensemble und Orgel, 2009
- Passages, Streichquartett, 2009
- Remembrance für Flöte und Klavier, 2009
- Meditation für Cello und Klavier, 2010
- Governor's Cup March für Blasorchester, 2010